# Florante Condes
Florante Condes Jr. (Looc, 20 maggio 1980) è un pugile filippino.
Soprannominato "The Little Pacquiao" (in italiano "il piccolo Pacquiao"), è stato campione IBF dei pesi paglia.